# یواس‌اس تاراوا (ال‌اچ‌ای-۱)
یواس‌اس تاراوا (ال‌اچ‌ای-۱) (به انگلیسی: USS Tarawa (LHA-1)) یک کشتی بود که طول آن ۸۲۰ فوت (۲۵۰ متر) بود. این کشتی در سال ۱۹۷۳ ساخته شد.